# Euplotidae
Famille
Les Euplotidae sont une famille de Ciliés de la classe des Hypotrichea et de l’ordre des Euplotida.

## Étymologie
Le nom de la famille vient du genre type Euplotes, dérivé du grec ευ / eu, « bien, bon vrai », et πλόος / plóos, « naviguer, bateau »

## Description
La famille
Les Euplotidae sont des Hypotriches ovale de taille moyenne, avec un péristome fortement développé. Ils ont, sur leur face ventrale, un équipement de cirres qui bien que réduites dans leur nombre, ont une robustesse d'autant plus grande.
Les cirres ventraux, généralement au nombre de 2 ou 3 seulement, sont associés aux cirres frontaux ; les cirres transversaux sont particulièrement forts et au nombre caractéristique de 5, insérés pour la plupart assez loin de l'extrémité postérieure.
Le genre type
Le genre Euplotes comprend un grand nombre d'espèces dont la systématique est difficile du fait qu’elles sont très semblables entre elles et très variables même au sein de la même espèce.
Pour distinguer les espèces du genre Euplotes, les taxonomistes utilisent comme principal trait morphologique, le type d'argyrome que présente la membrane de sa cellule sur la face dorsale.
Les membres du genre Euplotes sont de forme ovale ou ellipsoïdale, de taille moyenne avec une pellicule en forme de coquille. Le corps est plat du côté ventral et plus ou moins arqué du côté dorsal. 
Le péristome n'est pas blindé et, entre les marges antérieures des plaques ventrales, il croise une forte zone frontale, en grande partie immergée dans une zone creuse. Le bord antérieur de la plaque ventrale, en forme de lèvre, est plus ou moins proéminent selon l’espèce.
Entre la zone frontale et la partie adorale il n’y a pas de limite nette. Des membranelles se propagent vers l'extérieur jusqu'au pharynx.
La face ventrale montre une série de cirres dont le nombre est très constant : 
10 cirres frontiventraux, 5 transversaux et 4 caudaux. Ces derniers se déclinent en deux groupes, selon leur morphologie et leur fonction : les 2 les plus en arrière sont utilisés surtout pour la thigmotaxie, les 2 situés derrière le péristome semblent spécialisés pour capturer le flux de nourriture, en effectuent un mouvement tourbillonnant ; les algues sont l'aliment principal de cet organisme, mais le régime alimentaire est aussi composé de bactéries sulfureuses et incolores, de flagellés et d’infusoires.
Chez toutes les espèces, le noyau est long en forme de saucisse ; il longe le bord intérieur de la zone de membranelle, puis la coupe à son inflexion dans le pharynx.
Le micronoyau, toujours simple, se trouve à l'extérieur près du coude antérieur gauche.
La vacuole contractile se trouve sur le dernier quart près de la marge droite ; l'anus est également dorsal.

## Habitat et répartition
Les Euplotidae regroupent des espèces marines, terrestres ou d'eau douce largement répandues sur le globe.

## Liste des genres
Selon GBIF (13 février 2023) :
- Clypta Gistl, 1848 ⇔ Euplotes
- Crateromorpha Perejaslawzewa, 1886 ⇔ Euplotes
- Euploea Ehrenberg, 1830 ⇔ Euplotes
- Euploia Lohmann, 1921 nomen dubium
- Euplotes O.F.Müller, 1786 genre type
- Himantophorus Ehrenberg, 1838 ⇔ Euplotes
- Himantopus Müller, 1786
- Moneuplotes Jankowski, 1978
- Paraeuplotes Wichtermann, 1942
- Ploesconia Bory, 1824 ⇔ Euplotes
- Podocyathus Kent, 1882

Selon IRMNG (13 février 2023) :
- Crateromorpha Perejaslawzewa, 1886
- Euploea Ehrenberg, 1830
- Euplotes Ehrenberg, 1831
- Euplotopsis Borror & Hill, 1995
- Moneuplotes Jankowski, 1978 †
- Ploesconia Bory de St. Vincent, 1827

Selon le World Register of Marine Species (13 février 2023) :
- Euplotes O.F. Müller, 1786
- Euplotopsis Borror & Hill, 1995
- Moneuplotes Jankowski, 1978
- Paraeuplotes

Selon The Taxonomicon (13 février 2023) :
- Euplotes Ehrenberg, 1830

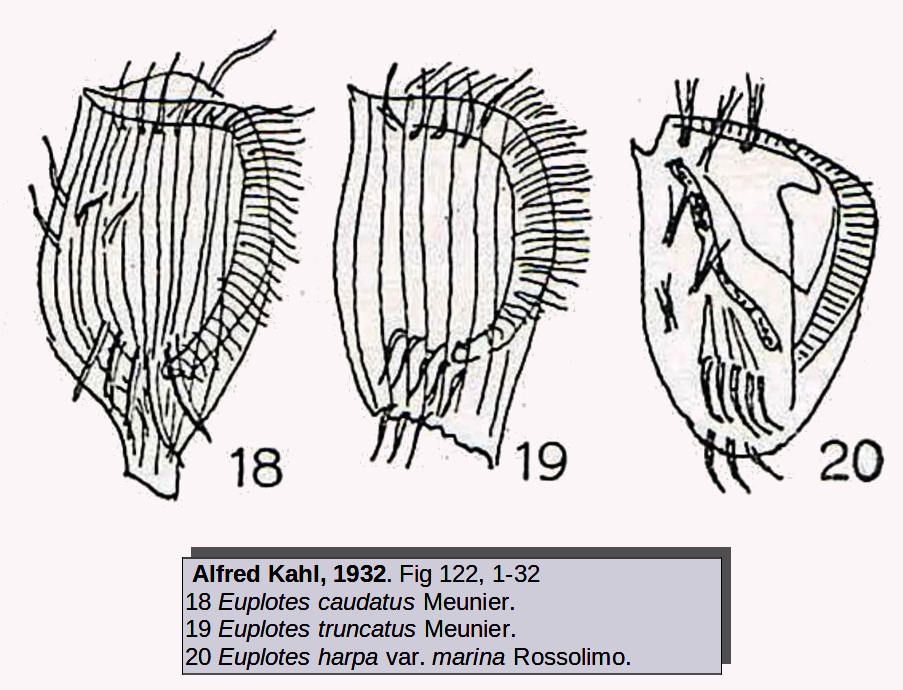
Euplotes caudatus Euplotes truncatus Euplotes harpa var. marina (d’après Kahl 1932)
Détail de membranelles d'Euplotes vanleeuwenhoeki vues au microscope électronique.

Selon Erna Aescht le genre type Euplotes a de très nombreux synonymes :
- Synonymes objectifs : Clypta, Euploea.
- Synonymes dit « subjectifs »: Coccudina, Crateromorpha, Himantophorus, Ploesconia, Tribulina

## Systématique
Le nom valide de ce taxon est Euplotidae Ehrenberg, 1838.